# Chiesa di Sant'Antonino (Montalto Carpasio)
La chiesa di Sant'Antonino martire è un luogo di culto cattolico situato nella frazione di Carpasio, in via Martiri della Libertà, nel comune di Montalto Carpasio in provincia di Imperia. La chiesa è sede della parrocchia omonima del vicariato di Levante-Valle Argentina della diocesi di Ventimiglia-San Remo.

## Storia e descrizione

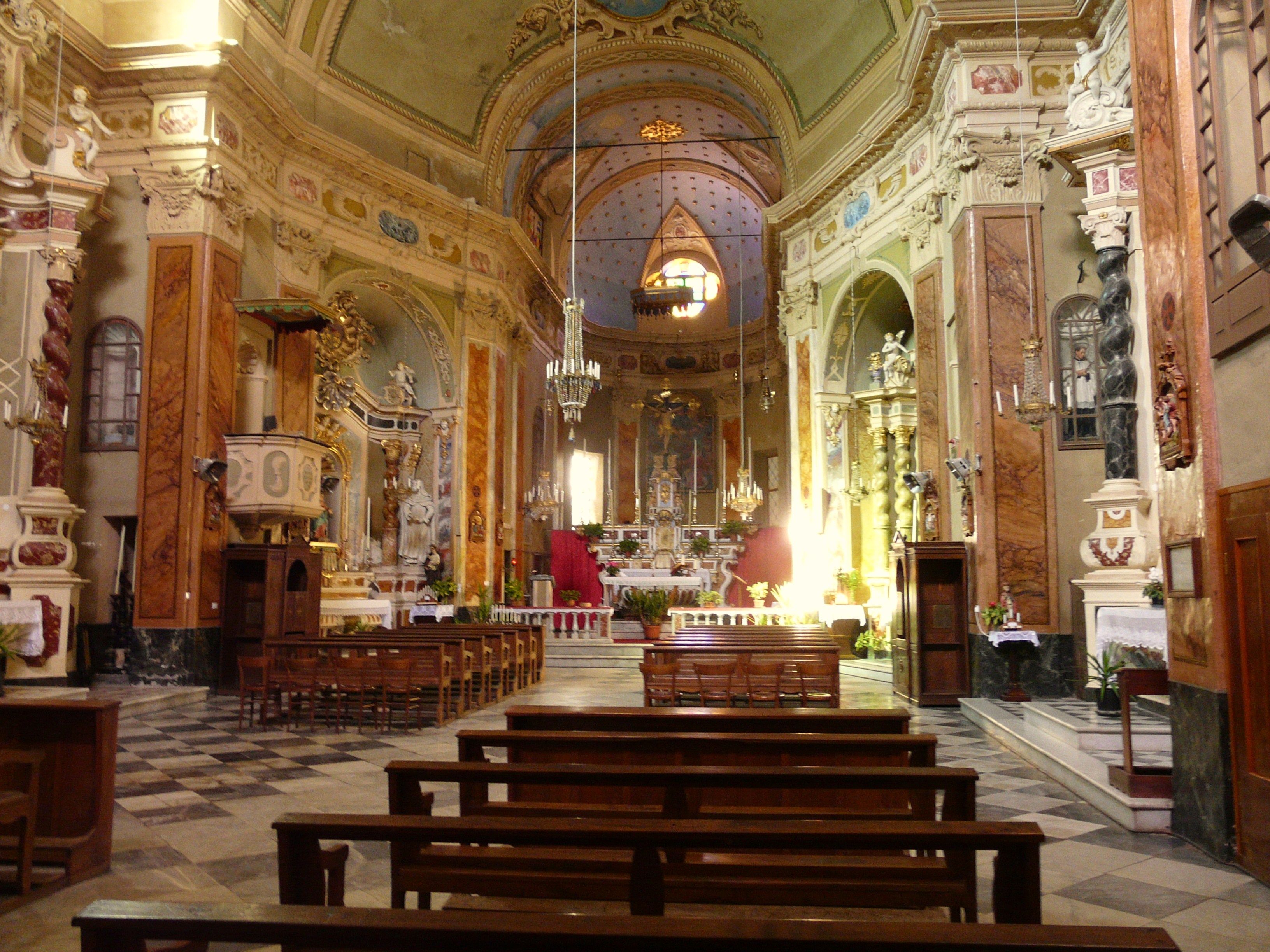
La navata

Il primo edificio di culto del borgo di Carpasio venne edificato nel corso del 1404 e fu assoggettato, come altri edifici di culto delle valli del Maro e di Oneglia, alla parrocchiale dei Santi Nazario e Celso di Borgomaro. Tale dipendenza cessò nel 1424 con la creazione dell'omonima parrocchia di Carpasio.
Consacrata nel 1470 e avente il titolo di prevostura dal 1617, l'edificio fu interessato da un'importante opera di "conversione" all'architettura barocca nel corso del XVII secolo; i lavori iniziarono nel 1639. Della struttura originaria rimane l'attiguo campanile, vistosamente pendente e alto 35 m, in stile romanico.